# 铁窗喋血
《铁窗喋血》（英語：Cool Hand Luke）是一部1967年的美国监狱题材剧情片，由斯图尔特·罗森博格执导，保罗·纽曼、乔治·肯尼迪和斯特罗瑟·马丁主演。纽曼扮演在佛罗里达州监狱服刑，但拒绝向强权和体制屈服的男主角卢克（Luke）。
影片根据唐·皮尔斯1965年的同名小说改编，故事的时代背景设置在1940年代。皮尔斯将小说的电影改编版权卖给华纳兄弟公司后，又获对方聘请编写剧本。不过由于他缺乏电影行业的从业经验，华纳兄弟请来弗兰克·皮尔森对剧本进行改写。
纽曼的传记作者玛丽·爱德曼·博登（Marie Edelman Borden）表示，这个“坚韧、诚实”的剧本聚集了一些早期电影的特色，特别是纽曼主演的另一部1967年上映的电影《野狼》。罗杰·埃伯特称这是一部反体制化的电影，于越南战争期间拍摄，纽曼的角色忍受着体罚、心理虐待和绝望的打击，面对前虐待狂和受虐狂对等的处境。他影响了自己的狱友，忍受着如同耶稣一般的折磨，整部影片中多处使用了基督教的象征，最终的结局也如同耶穌受難被钉在十字架上一般。电影在圣华金河三角洲拍摄，其中南方监狱农场的外景则在加利福尼亚州的斯托克顿搭建。电影主创人员还派人到佛罗里达州塔瓦雷斯的塔瓦雷斯路监狱（Tavares Road Prison）拍摄照片并进行测量。
《铁窗喋血》一经发行就获得了影评人的好评和商业上的成功，巩固了纽曼作为那个时代最具票房号召力演员的地位，并被形容是“一个时代的试金石”。纽曼获得了奥斯卡最佳男主角奖提名，乔治·肯尼迪则拿下了男配角奖，皮尔斯和皮尔森获得了原著改编奖提名，由拉罗·斯齐弗林谱写的配乐也获得了原创配乐奖提名。2005年，《铁窗喋血》因其在“文化、历史和审美方面的显著成就”，被美国国会图书馆列入国家电影登记部下属的国家电影保存委员会保护电影名单。截止2013年10月31日，影片仍然在烂蕃茄上保持着100%的新鲜度。片中监狱长所说的台词（意为“我们在这里的交流以失败告终”，也译为“我们完全无法沟通”）也在美国影艺协会于2005年评选的AFI百年百大电影台词中名列第11位。

## 剧情
卢卡斯·“卢克”·杰克逊（Lucas "Luke" Jackson）是一位得过勋章的退伍老兵，一天晚上，他喝醉酒后因破坏路边的停車收費碼錶而被捕，法院判他在佛罗里达州的一个监狱服刑两年，这里的监狱长“队长”非常残暴。
卢克在狱中没有遵守后囚犯们之间的潜规则，并由此很快得罪了其中的领头人物拉铲（Dragline）。两人展开一场拳击赛，众囚犯和狱警也兴致勃勃地前来观看。虽然卢克根本不是拉铲的对手并被反复击倒，但他一直拒绝认输，要求继续比赛，最终拉铲主动要求停止，卢克的顽强也由此赢得了包括拉铲在内一众囚犯的尊重。之后，卢克在打扑克时，拿了一手烂牌，但最后却靠着虚张声势获胜。他对此表示，“有时候只要脸皮厚，烂牌也能有春天。”拉铲于是给他起了个绰号：“厚脸皮卢克”（Cool Hand Luke，与电影英文原名相同）。

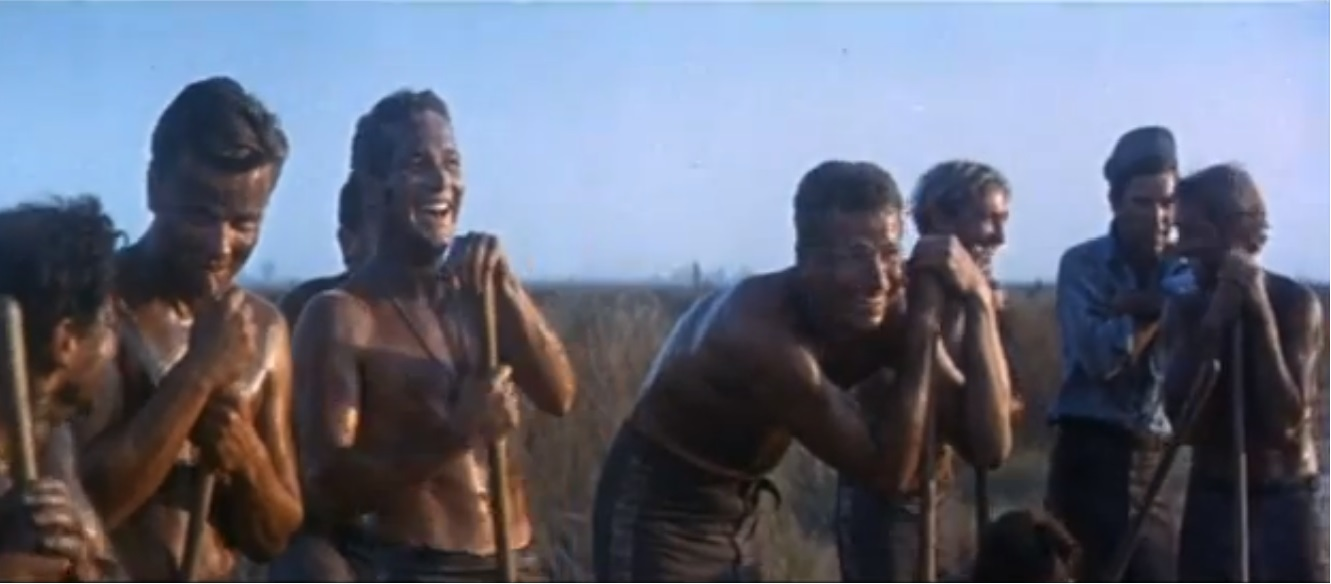
卢克与众囚犯铺好了一条路

卢克生病的母亲阿勒塔（Arletta）来看望了他，卢克也对自己的处境感到乐观起来。他不断地挑衅队长和狱警，他的幽默感和独立性鼓舞了其他囚犯的同时，也让他们变得更幽默，更独立。卢克的抗争达到高潮时，他领导一群狱友在一天的时间内就铺平了一条道路，这在之前看来根本是不可能的事情。之后卢克又和人打赌说自己能在一小时里吃下50个水煮蛋并成功达成，由此开始成为众囚犯的偶像。
卢克母亲的死讯传来，队长估计卢克可能会试图越狱去参加葬礼，于是把他关在用于惩罚犯人的独囚黑屋里。这以后卢克决心越狱。他在一次7月4日美國國慶日庆典的掩护下成功逃出，但不久就被地方警察所擒，并被戴上脚镣后送回。队长对此向其他囚犯发出警告，称自己也不希望如此，但卢克是自作自受：“我们在这里的交流以失败告终。”
过了一段时间，卢克再度越狱，他先潜入附近一所家宅找到斧头砍掉手铐等禁锢，还找了一些咖哩粉来掩盖自己的行踪免被狱警和狗追踪。重获自由的卢克给狱友们寄去一本杂志，上面有张他和两个美女一起拍的照片。但他很快再度被捕，遭到一顿毒打后送回监狱，这次戴上了两副脚镣。其他囚犯的阿谀奉承让卢克感到厌烦，于是透露说那张照片是伪造的。起初众囚犯对此很生气，但在卢克被关了很长一段时间黑屋，并且还被强迫吃下一大袋米时，众人还是帮他一起吃完了。
作为对他越狱的惩罚，队长强迫他反复地在监狱的院子里挖出坟墓大的坑洞，再又将之填满，然后施以痛打。其他囚犯看着这一切，嘴中唱着圣歌，之后精疲力竭的卢克终于倒在挖出来的坑中，恳求上帝的仁慈，央求狱警们不要再打了。队长相信卢克总算是屈服了，于是停止了惩罚。众囚犯也开始不再崇拜卢克，其中一人将卢克与两位美女一起的那张照片撕掉了。

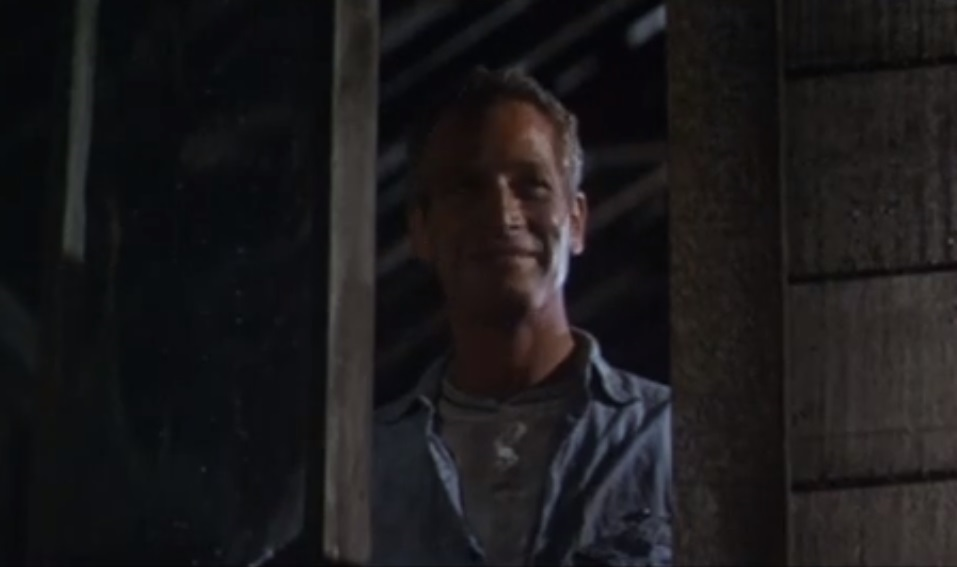
卢克最后一次违抗监狱管理方，脸上带着微笑

看似屈服的卢克发起了对自由的最后一次冲刺，他找到机会和拉铲一起偷到了监狱的卡车。逃出监狱后，卢克建议两人分开逃跑，然后进入了一个教堂，在那里怪责上帝让自己的生活如此艰辛。很快多辆警车围了上来，拉铲走进来告诉卢克，只要他们放弃抵抗投降，警察就不会伤害他们。卢克走到窗前，笑着模仿队长的话说：“我们在这里的交流以失败告终”，但马上被狱警戈弗雷开枪打中颈部。卢克死后，拉铲和其他囚犯都很怀念他。影片结束时，卢克与两个女人一起的那张被撕碎的照片上出现了一个十字路口影像，仿佛一个十字架。

## 演员
- 保罗·纽曼饰卢卡斯·“卢克”·杰克逊
- 乔治·肯尼迪饰拉铲
- 斯特罗瑟·马丁饰队长
- 乔·范·弗利特饰阿勒塔，卢克的母亲
- 乔伊·哈姆恩饰露西尔（Lucille）
- 摩根·伍德沃德饰老大戈弗雷
- 卢克·阿斯修（英语：Luke Askew）饰狱警保罗（Paul）
- 羅伯特·唐納（英语：Robert Donner）饰狱警矮子
- 克里夫顿·詹姆斯（英语：Clifton James）饰卡尔（Carr）
- 约翰·麦克连恩（英语：John McLiam）饰狱警基恩（Keen）
- 安德烈·托蒂尔（Andre Trottier）饰狱警帕普勒（Popler）
- J·D·坎农（英语：J.D. Cannon）饰红色协会（Society Red）
- 卢·安东尼奥（英语：Lou Antonio）饰科科（Koko）
- 罗伯特·德莱瓦斯（英语：Robert Drivas）饰大嗓门史蒂夫（Loudmouth Steve）
- 马克·卡维尔（Marc Cavell）饰拉比特（Rabbitt）
- 理查德·达瓦洛斯（英语：Richard Davalos）饰瞎子迪克（Blind Dick）
- 沃伦·芬纳蒂（Warren Finnerty）饰塔图（Tattoo）
- 丹尼斯·霍珀饰巴巴卢加斯（Babalugats）
- 韦恩·罗杰斯（英语：Wayne Rogers）饰赌徒
- 戴恩·斯坦通（Dean Stanton）饰流浪汉
- 拉尔夫·韦特饰阿勒拜（Alibi）
- Anthony Zerbe（英语：Anthony Zerbe）饰养狗的男子
- 布克·卡特里安（Buck Kartalian）饰“炸药”（Dynamite）
- 乔·唐·贝克（英语：Joe Don Baker）饰费克斯尔（Fixer）

## 制作

### 剧本
唐·皮尔斯曾是位商船水手，之后从事过撬保险柜、制作仿造品之类非法行当。他根据自己在佛罗里达州监狱服刑的经历写出了小说《铁窗喋血》（Cool Hand Luke），并将其电影改编版权以8万美元的价格卖给了华纳兄弟公司，之后又受该公司聘请将之改编为剧本，报酬为15万美元。导演斯图尔特·罗森博格之前从来没有拍过电影，但已经在电视行业中积累了十余年的经验，他选择了本片来作为自己的导演处女作。为此他联系了杰克·莱蒙的制片公司。由于皮尔斯之前从未有过撰写剧本的相关经验，因为华纳兄弟公司请来弗兰克·皮尔森对剧本进行改写。康拉德·赫尔获聘成为影片的摄影师，而保罗·纽曼的兄弟亚瑟（Arthur）也被请来担任剧组制作经理。纽曼的传记作者玛丽·爱德曼·博登表示，这个“坚韧、诚实”的剧本聚集了一些早期电影的特色，特别是纽曼主演的另一部1967年上映的电影《野狼》。导演罗森博格还更改了剧本中原本设定的结局，将其改得更为乐观，“其中将出现主角（和保罗·纽曼）招牌式的微笑”。

### 演员选择
保罗·纽曼扮演的卢克是位有功勋的退伍老兵，因触犯刑律而被判在佛罗里达州的一个农场监狱服刑两年。他不断地违抗监狱管理人员的规定，成为囚犯中的领导者，还曾多次试图越狱。在剧本编写的过程中，剧组考虑过请傑克·萊蒙或特利·薩瓦拉斯来扮演男主角，而纽曼则是在得知这部电影的拍摄计划后主要提出饰演主角的。为了演好这个人物，纽曼前往西維吉尼亞州学习当地口音并对居民进行访问，了解他们的行为方式。乔治·肯尼迪在片中扮演囚犯中的领袖拉铲，他一开始毒打欺负卢克，之后为其精神所感，开始尊重对方，精彩表演夺得第40届奥斯卡最佳男配角奖。肯尼迪在奖项提名期间由于担心商业上获得成功的《凤宫劫美录》和《邦妮与克莱德》会成为自己有力的竞争对手，因此砸下了5000美元来购买商业广告为自己做宣传。之后他表示，这座小金人让他的片酬一下子就涨了十倍，并且“最让我高兴的是，自己再也不是个只能演恶棍的演员了”。
以演西部片闻名的斯特罗瑟·马丁获选出演“队长”，一个残忍而且麻木不仁的监狱长，对试图越狱的卢克施以严厉的惩罚。卢克的母亲阿勒塔（Arletta）一角起初想找贝蒂·戴维斯饰演，但她拒绝了，于是剧组找来了乔·范·弗利特。摩根·伍德沃德在片中出演老大戈弗雷，一个沉默寡言而且残酷无情的狱警，伍德沃德形容这个角色就是“现实生活中的梅菲斯托費勒斯”。由于总戴着一副太阳镜，他被犯人们称为“没有眼睛的人”。长着一头金发的乔伊·哈姆恩获选出演一个小角色，在片中一个镜头里挑逗囚犯帮自己洗车，她是在自己的经济人里昂·兰斯（Leon Lance）主动联系电影制片人后入选的，试镜时，她穿着一套比基尼站在罗森博格和纽曼面前，什么话也没有说就入选了。

### 拍摄
电影的主体拍摄工作在圣华金河三角洲进行。剧组在加利福尼亚州的斯托克顿搭建了模仿美国南部监狱农场的外景，还派人到佛罗里达州塔瓦雷斯的塔瓦雷斯路监狱拍摄照片并进行测量，因为皮尔斯就曾在这里服刑。在斯托克顿塔建的外景建筑包括营房、食堂、监狱长的宿舍，警卫的窝棚和狗住的窝。外景中的树是用制作人带到该地区的松萝菠萝装饰而成。这些建筑物很快引起了县房屋检查员的注意，以为这是外来务工人员的住宅，因此下令将这些违章建筑拆除。电影开场时纽曼切割停车收费表的镜头是在加利福尼亚州的洛迪拍摄的，而卢克被血𤟥追赶等其他外景则是在佛罗里达州杰克逊维尔的卡拉汉路监狱（Callahan Road Prison）拍摄的，卢克一角由特技演员假扮，而使用的犬只则来自佛罗里达州惩教署。
罗森博格希望演员们真切地了解牢狱生活，所以禁止男演员们的妻子来到片场。乔伊·哈姆恩到达拍摄地点后在酒店房间里呆了两天，其他演员一直到她的镜头开拍时才看到她，不过最终这个镜头还是分开单独拍摄的。罗森博格还要求哈姆恩作出不同的动作和表情，这些要求后者事先都不知情，最后原定半天就可以拍好的镜头用了整整三天。罗森博格还在拍摄一个众囚犯在野外被锁链锁在一起劳作的镜头时找了个十几岁的啦啦队长，让其穿上一件大衣参加拍摄。

### 音乐
本片的音乐由拉罗·斯齐弗林谱写，获得了奥斯卡金像奖提名。音乐的曲调以流行和爵士风格为背景，部分曲段使用的乐器包括吉他、班卓琴和口琴，还有些曲段使用了小号、小提琴、长笛和钢琴。
片中囚犯们在卢克的带领下铺好一段路的音乐曲调与电报的声音有些类似，因此经过剪辑后，这段曲目多年来在世界多个电视台的新闻节目中出现而为人所知，特别是美国广播公司旗下的电视台。
《铁窗喋血》的电影原声带于1967年发行，其中包含有13首曲目，全长31分47秒，获得的评价褒贬不一。
曲目列表：
1. 2:08
2. 2:54
3. 3:13
4. 2:45
5. 2:58
6. 1:57
7. 1:12
8. 2:36
9. 2:54
10. 1:51
11. 3:18
12. 1:48
13. 2:13

## 主题
皮尔森在改写剧本时把宗教象征融入其中。电影中包含多个基督教主题元素，如卢克仿佛圣人路加般赢得人们的尊重，最终为信仰自我牺牲。纽曼的角色被称为像耶酥般的救世主，这点与蒂姆·罗宾斯在《肖申克的救赎》中扮演的人物有一定相似之处。赢得了一小时吃下50个鸡蛋的比赛后，精疲力尽的卢克躺在桌上的姿势与耶穌受難相似。而在得知母亲的死讯后，他唱起了（意为“塑料耶酥”）。格雷格·加勒特（Greg Garrett）也将卢克与耶酥相比较，称卢克和耶酥一样，其行为都没有对社会构成实体威胁，但最后都受到过于残酷的惩罚。
卢克在被迫挖掘并填满坑洞时，一个囚犯唱起了圣歌（意为“没有哪座坟墓能够埋葬我”）。影片接近尾声时，卢克向上帝发出质问，仿佛路加福音中上帝与耶穌在客西马尼园的对话。这以后影片将拉铲描绘为犹大，试图说服卢克向强权屈服。在电影结尾，拉铲赞颂了卢克，称他虽已身死，但却用自己的实际行动打败了这个强权系统。电影的最后一个镜头将一个十字路口浮现在卢克与两位美女的照片上，仿佛耶酥受难的十字架。

### “交流失败”

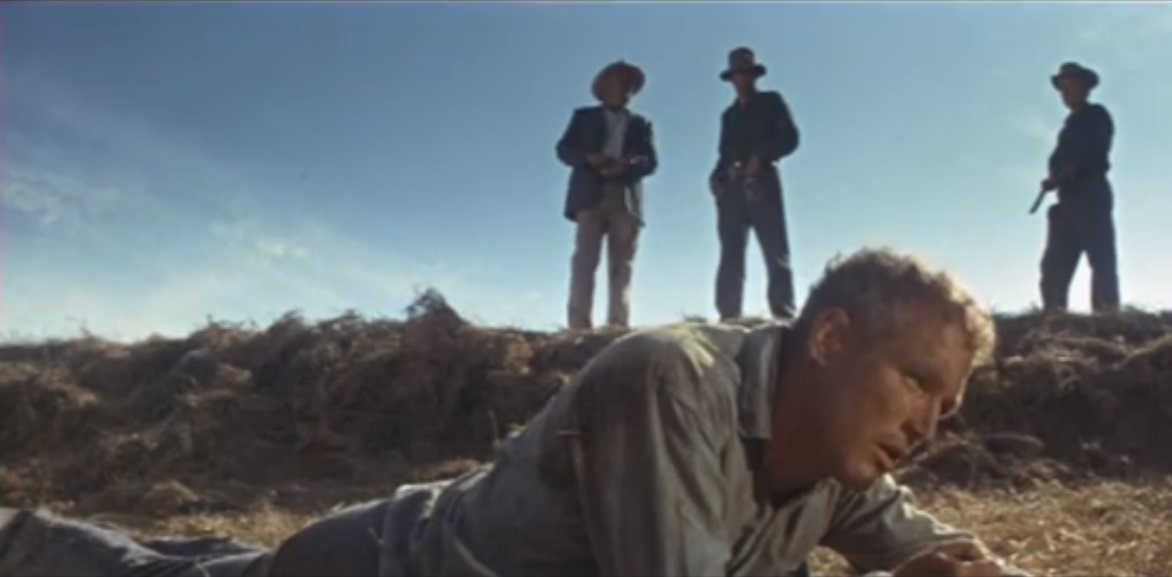
把卢克打倒在地后，队长说出了这句“交流失败”的台词

“我们在这里的交流以失败告终。有些人你就是搞不懂。所以才会像他所希望的这样，发生上周那样的事情，他这是自作自受。你们不希望看到这种事，我也一样。”
皮尔森起初在写下这句台词时担心对于监狱长来说，这样的措辞会有些过于复杂。为了解释清楚这一点，他表示佛罗里达州监狱系统的官员都必须进入州立大学接受犯罪學和刑罚学课程，因此监狱长会知道这么一些比较生僻的用词。斯特罗瑟·马丁之后表示，这句台词很可能是他的角色从什么提倡较为文明囚禁方式的专栏上看到的，对其语言习惯产生了潜移默化的影响。一些作家认为，这句台词是对电影拍摄期间正在进行的越南战争所作出的稳喻，还有一些人把这句台词应用到了企业甚至青少年的身上:87。2005年美国影艺协会评选AFI百年百大电影台词，这句台词名列第11位。枪与玫瑰的两首歌曲，《内战》（Civil War）和《马达加斯加》（Madagascar）中都出现了这句台词的音频。

## 发行和反响
《铁窗喋血》于1967年11月1日在纽约市开映。首映所得捐献给慈善机构。影片获得了商业上的成功，在美国放映的收入为1621万7773美元。在第40届奥斯卡金像奖角逐中，影片获得了男主角（保罗·纽曼）、男配角（乔治·肯尼迪）、原著改编和原创配乐4项提名，最终为肯尼迪赢得了男配角奖。
《綜藝》称赞纽曼给出了“卓越”的表演，多位配角也是“多才多艺而且能干”。《纽约时报》赞赏了皮尔斯和皮尔森“犀利的剧本”，罗森博伯对无情现实合理的把握和导演技巧，以及纽曼“精彩”的表演和完美无缺的演员，让影片与其他同类作品相比得到升华。截止2013年10月底，影片仍然在爛番茄上保持着100%的“新鲜度”，45份评论文章给出了8.8的平均得分。网站上的共识评价中称赞本片有着光辉的剧本，保罗·纽曼也给出了其演艺生涯中最为出色的其中一次表演。《帝国》杂志给电影五星的高度评价（最高五星），称这是纽曼最出色的其中一场演出。《倾斜》（Slant）杂志给出三星的评价（最高四星），称赞纽曼的角色是一个“偶像”，还赞扬了影片的摄影和配乐表现。Allmovie也表扬了纽曼的表现，称其是“电影史上最不可磨灭的反专制英雄之一”。

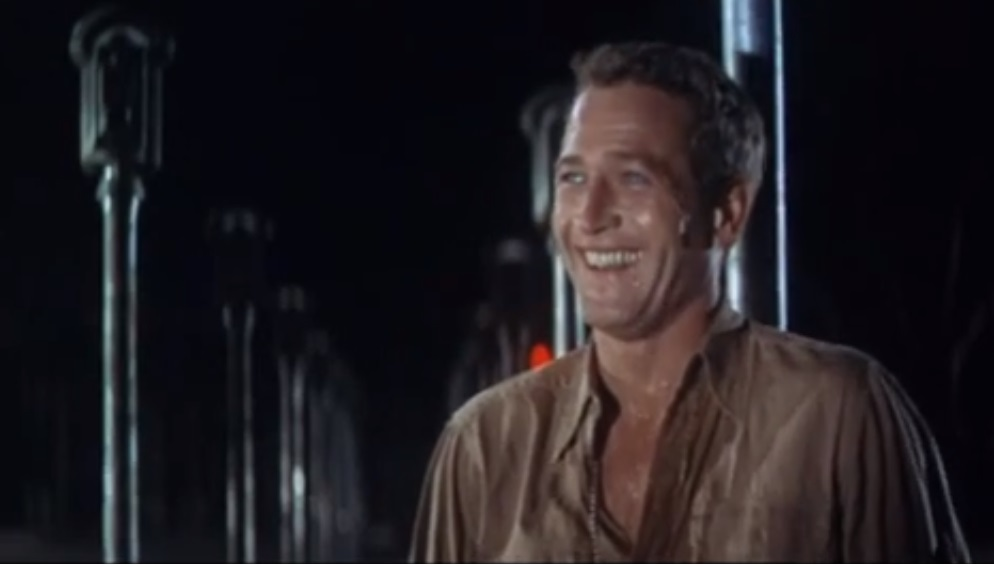
罗杰·埃伯特认为正是保罗·纽曼的微笑让电影变得如此出色

影评人罗杰·埃伯特将本片列入其“伟大电影”名单，给予四星的高度评价（最高四星）。他表示这是一部“伟大的”电影，也是一部越战期间的反体制电影，认为影片诞生之时，没有哪家大型制片公司会有兴趣制作这样一部在今天看来仍然充满“体罚、心理虐待和绝望，虐待狂和受虐狂对等”情节的电影。他称赞了影片的摄影，并表示保罗·纽曼正是这部电影成功的原因，他的微笑、湛蓝而天真的双眼和不会趾高气扬的气质，没有其他任何一位演员可以像他这样有效地表现出这些特点。
不过，纽曼的传记作者劳伦斯·J·奎克（Lawrence J. Quirk）认为纽曼在本片中的表演很一般，认为他在本片中没有表现出应有的魅力。不过他认为纽曼的表现在电影后半截中有所进步，称他还是尽到了自己最大的努力来扮演这样一个几乎不可能演好的角色，因为卢克只是对罪犯的合理化幻想，从来就不是一个真正存在的人物。影片上映期间，还有一些作家批评了其中对囚犯生活的描述。《生活》在一篇题为《错误地点的纯粹美丽》（Sheer Beauty in the Wrong Place）的评论文章中称赞了电影的摄影，但批评了其中描绘囚犯营地镜头的视觉风格。文章宣称虽然有一些警卫在场，但这些镜头还是把监狱变成了一个休息的场所，人们都能得到充足的睡眠和食物，还有着健康的户外运动。罗恩·克鲁尼（Ron Clooney）也批评影片对监狱生活的描写脱离实际，称监狱“不是酒店，更不会是像《铁窗喋血》中描写的那样。”

### 影响
2003年，美国影艺协会评选AFI百年百大英雄與反派，卢克一角在其中的英雄榜上名列第30位，影片也在三年后的评选AFI百年百大勵志電影中名列第71位。2005年，《铁窗喋血》因其在“文化、历史和审美方面的显著成就”，被美国国会图书馆列入国家电影登记部下属的国家电影保存委员会保护电影名单:9。2006年，《帝国》杂志评选“100个最伟大的电影角色”，卢克名列第53位。影片巩固了纽曼作为那个时代最具票房号召力演员的地位，并被形容是“一个时代的试金石”。
皮尔斯的小说由艾玛·里维斯（Emma Reeves）改编成了西区剧院的舞台剧，并在伦敦首演，由马克·沃伦主演，但仅两个月后就因评价不佳而停止了演出。《时代周刊》将该剧选入“评论家之选”和“评论家愿意花钱去看”的节目名单。